# Islandia na zimowych igrzyskach olimpijskich
Islandia wystartowała po raz pierwszy na zimowych IO w 1948 na igrzyskach w Sankt Moritz i od tej pory startowała na wszystkich igrzyskach, oprócz igrzysk w Sapporo w 1972 roku. Do tej pory nie zdobyła żadnego medalu na ZIO.

## Klasyfikacja medalowa
| Igrzyska               | Złoto | Srebro | Brąz | Razem |
| ---------------------- | ----- | ------ | ---- | ----- |
| 1948 Sankt Moritz      | 0     | 0      | 0    | 0     |
| 1952 Oslo              | 0     | 0      | 0    | 0     |
| 1956 Cortina d'Ampezzo | 0     | 0      | 0    | 0     |
| 1960 Sqauw Valley      | 0     | 0      | 0    | 0     |
| 1964 Innsbruck         | 0     | 0      | 0    | 0     |
| 1968 Grenoble          | 0     | 0      | 0    | 0     |
| 1976 Innsbruck         | 0     | 0      | 0    | 0     |
| 1980 Lake Placid       | 0     | 0      | 0    | 0     |
| 1984 Sarajewo          | 0     | 0      | 0    | 0     |
| 1998 Nagano            | 0     | 0      | 0    | 0     |
| 2002 Salt Lake City    | 0     | 0      | 0    | 0     |
| 2006 Turyn             | 0     | 0      | 0    | 0     |
| 2010 Vancouver         | 0     | 0      | 0    | 0     |
| Razem                  | 0     | 0      | 0    | 0     |